# 钱家坪乡
钱家坪乡，是中华人民共和国湖南省常德市鼎城区下辖的一个乡镇级行政单位。

## 行政区划
钱家坪乡下辖以下地区：
马安头村、洞桃冲村、小溪冲村、黄土坡村、砂田溪村、徐家咀村、将军桥村、清水冲村、黎家坪村、袁家湖村、枞山咀村、中溪冲村、鸡咀山村、八角楼村、铁炉坪村、陡水坡村和栗岗岭村。